# Xiphidium
Xiphidium é um género botânico pertencente à família Haemodoraceae.